# حسین‌آباد (نقش رستم)
حسین آباد یک روستا در ایران است که در استان فارس واقع شده‌است. حسین آباد ۷۰۳ نفر